# Woolsthorpe-by-Colsterworth
Woolsthorpe-by-Colsterworth is een gehucht in de parochie Colsterworth, Lincolnshire in Engeland.
Het gehucht ligt op 170 kilometer van Londen. De plaats is het bekendst als de geboorteplaats van Isaac Newton. Het ligt een kilometer ten westen van de A1, een hoofdader voor het noord-zuidverkeer in Groot-Brittannië.

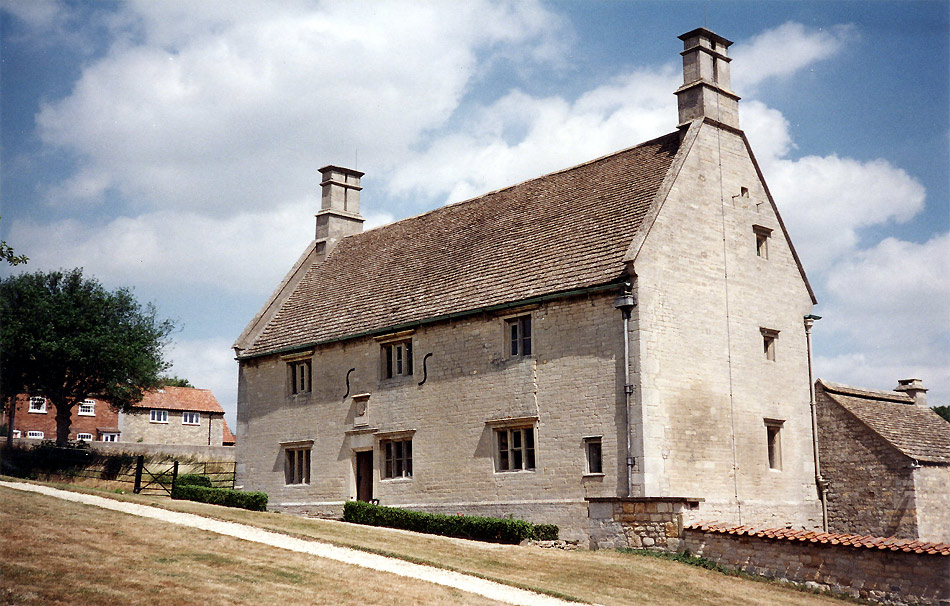
Woolsthorpe Manor, geboorteplaats van Isaac Newton waar hij onder meer experimenteerde met licht
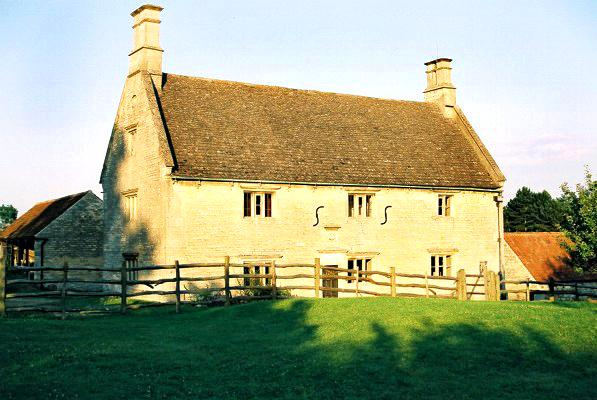
Woolsthorpe Manor

## Geboren
- Isaac Newton (1643-1727), natuurkundige, wiskundige, astronoom, natuurfilosoof, alchemist, officieel muntmeester en theoloog.